# Career (filme de 1959)
Career (br.: Calvário da glória/pt.: Os caminhos da ambição[carece de fontes?]) é um filme estadunidense de 1959, do gênero drama, dirigido por Joseph Anthony, roteirizado por Bert Granet, James Lee e Dalton Trumbo, baseado no livro de Philip Stong, música de Franz Waxman.

## Sinopse
As tribulações de um homem do meio-oeste americano até o sucesso como ator teatral em Nova Iorque.[carece de fontes?]

## Elenco
- Dean Martin ....... Maurice 'Maury' Novak
- Anthony Franciosa ....... Sam Lawson
- Shirley MacLaine ....... Sharon Kensington
- Carolyn Jones ....... Shirley Drake
- Joan Blackman ....... Barbara Lawson Helmsley
- Robert Middleton ....... Robert Kensington
- Donna Douglas ....... Marjorie Burke
- Jerry Paris ....... Allan Burke
- Frank McHugh ....... Charlie Gallagher
- Chuck Wassil ....... Eric Peters
- Mary Treen ....... Marie, secretaria de Shirley Drake
- Yuki Shimoda .......  Yosho
- Alan Hewitt ....... Matt Helmsley
- Marjorie Bennett ....... colunista